# La Peur du sage
Liste des romans : 
1. Le Nom du vent (2009)
2. La Peur du sage - Première partie (2012)
3. La Peur du sage - Seconde partie (2012)
4. (en) The Doors of Stone[1]À paraître en 2014[2]

La Peur du sage (titre original : The Wise Man's Fear) est la deuxième journée des Chroniques du tueur de roi de Patrick Rothfuss. 
Sortie aux États-Unis le 1er mars 2011, cette suite du Nom du vent a été publiée en France par les éditions Bragelonne en deux volumes en août 2012 et en octobre 2012. Bragelonne a invoqué plusieurs raisons expliquant cette division, notamment l'inflation de texte provoquée par le passage de l'anglais au français.

## Résumé

### Première partie
Nous retrouvons Kvothe qui poursuit son récit auprès de Chroniqueur et Bast. 
Alors que le jeune Kvothe tire au sort un jeton pour l'ordre de passage lors des examens oraux auprès des maîtres, il discute avec Fela et apprend qu'Elodin, le maître Nommeur, va donner un cours sur l'art des noms. Le jeton tiré lui offrant un créneau en fin de passage, il décide de mettre à profit son temps en accédant aux archives par la voie secrète découverte grâce à Auri, dans le premier tome.
Le récit suit pendant un temps la vie de Kvothe à l'université, entre cours, rencontres inopinées de Denna et soirées à l'Eollian. La rivalité avec Ambrose s'accroît : ce dernier drogue Kvothe avec un poison qui lève toutes ses inhibitions. Kvothe tente de s'introduire dans la chambre d'Ambrose pour récupérer une bague qui appartient à Denna, mais il échoue. Peu après, Kvothe commence à souffrir de symptômes dues à des attaques de sympathisme : il pense que c'est Devi, qui possède un peu de son sang, et l'affronte. Mais Devi se révèle être une sympathiste incroyablement puissante et Kvothe échoue. Il comprend alors que c'est Ambrose qui possède son sang et, avec ses amis, met le feu à la chambre d'Ambrose pour détruire son sang dans la manœuvre. Toutes ces actions ont trop attiré l'attention sur Kvothe. Pour éviter un scandale, ses amis lui conseille de prendre un semestre sabbatique. Grâce à l'entremise du comte Threpe, Kvothe passe au service du Maer Alveron, le souverain du Vintas, et se rend à la ville de Severen.
A la cour d'Alveron, Kvothe se retrouve plongé dans de complexes intrigues de cour. Il rencontre notamment Bredon, un noble cynique qui lui apprend à jouer au tak. Il découvre que Caudicus, le médecin du Maer, l'empoisonne secrètement et sauve la vie du Maer. Enfin, il aide le Maer à épouser la jeune fille qu'il courtisait, Meluan Lackless, en lui rédigeant de magnifiques chansons. Kvothe rencontre Denna en ville, et elle lui chante la chanson qu'elle a rédigé : il s'agit d'une chanson sur les Chandrians, qui ressemble probablement à celle qui a poussé les Chandrians à tuer les parents de Kvothe. Celui-ci réagit avec violence et les deux amoureux se disputent très violemment. À la fin du tome, le Maer envoie Kvothe traquer des brigands.

### Seconde partie
Kvothe, au service du Maer, traque des bandits dans la forêt de Eld. Il est accompagné par plusieurs mercenaires et surtout par Tempi un Adem, qui l'initie au langage de signes et au Lethani, l'art martial de son peuple. Lorsqu'ils retrouvent les bandits, Kvothe utilise le sympathisme pour conjurer la foudre et les tuer tous, mais leur chef, en réalité l'un des Chandrians, s'échappe. Sur le chemin du retour, Kvothe rencontre la créature féérique Felurian et la suit dans le monde des Fae, où ils passent un temps indéterminé à faire l'amour. Kvothe résiste à la magie de Felurian en invoquant le nom du vent ; il réussit à être libéré en lui promettant de composer une chanson sur elle et de revenir la lui chanter un jour. Felurian lui fabrique une cape d'ombres magique, mais Kvothe rencontre un arbre-devin, Ctaeh, dont les révélations sur les Chandrians le poussent à quitter le monde des Fae. Dans un intervalle, Bast réagit avec violence à cette nouvelle, expliquant que Ctaeh est un être profondément maléfique qui révèle l'avenir pour mieux le modifier. Kvothe rappelle que de toute façon il ne s'agit pas d'une histoire qui finit bien.
De retour dans le monde réel, Kvothe décide de suivre Tempi jusqu'au pays des Adem. Là-bas, malgré un accueil glacial, il parvient à convaincre les Adem de lui apprendre la voie du Lethani. Sous la tutelle de Vashet, surnommée le Marteau, Kvothe progresse rapidement dans l'art du combat. Il réussit son test (passer sous les branches tranchantes de l'arbre-épée) en invoquant le nom du vent. Il reçoit le nom de Maedre et une très vieille épée, Saicere, qu'il renomme Caesura.
Kvothe quitte l'école et retourne auprès du Maer pour recevoir sa récompense. Sur le chemin, il massacre férocement des brigands qui avaient pris l'apparence d'Edema Ruth pour kidnapper et violer de très jeunes filles. Lorsqu'il révèle cette histoire au Maer, il avoue être lui-même un Edema Ruth, provoquant la fureur de l'épouse du Maer qui déteste ce peuple. Kvothe reçoit une grosse récompense mais doit précipitamment quitter la cour du Maer. Il retourne à l'université où, grâce à l'argent du Maer et aux droits d'auteur sur son invention (l'attrape-flèches), il obtient pour la première fois de sa vie une relative stabilité financière. Il revoit Denna, la sauve d'une crise d'asphyxie en invoquant à nouveau le nom du vent, et se réconcilie avec elle, avant de reprendre ses cours avec Maître Elodin, ravi de ses progrès dans l'art du nommage.
Tout va apparemment pour le mieux pour Kvothe. Mais, dans le présent, le récit de Kvothe est interrompu par deux soldats qui font irruption dans la taverne et le rossent sérieusement. Bast se demande comment Kvothe a pu déchoir au point d'être battu par deux simples brutes. Plus tard, on voit Kvothe tenter d'ouvrir le mystérieux coffre qu'il garde au pied de son lit, en vain. Bast rejoint les deux soldats dans la forêt : c'est lui qui les a engagés, probablement pour forcer son maître à réagir, ce qui a échoué. Il les tue tous les deux.